# 靜岡縣立大學
靜岡縣立大學，是本部位於日本靜岡縣的一所公立大學，大學設置於1987年。一般簡稱靜岡縣立大或靜縣大；不過在靜岡縣內，則常以縣大、縣立大稱呼之。

## 历史

### 大學整體
1987年，原靜岡藥科大學、靜岡女子大學、靜岡女子短期大學三所縣立大學合併，成立靜岡縣立大學。

### 建學的精神

#### 理念
為了成為「具有讓縣民感到驕傲的價值」的大學，靜岡縣立大學制定了五項「大學理念」：
- 持續不斷的發展
- 卓越的教育與高學術性的研究
- 重視學生的生活品質
- 提升存在的價值
- 對縣民開放並與社區合作

#### 目標
為了實現上述的理念，靜岡縣立大學還訂定了四項「大學目標」：
- 教育：以學生第一為出發點，提高學生的生活品質，提供高度精緻的教育，培育對社會有貢獻的有為人才。
- 研究：以靜岡縣的最高學府為目標，朝有獨創性、高學術性、國際級的研究為方向前進。
- 地域貢獻：回應縣民的託付，與政府及產業界一同合作，將卓越的教育及高學術性的研究回饋給地方。
- 國際交流：積極延攬國外的學生與研究者，朝世界發送資訊，成為靜岡縣與國際交流的重要力量。

## 教育及研究

### 學部
- 藥學部
  - 藥學科（六年制）
  - 藥科學科（四年制）
- 食品營養科學部
  - 食品生命科學科
  - 營養生命科學科
  - 環境生命科學科
- 國際關係學部
  - 國際關係學科
    - 國際政治經濟課程
    - 國際行動學課程

  - 國際語言文化學科
    - 日本文化課程
    - 英美文化課程
    - 亞洲文化課程
    - 歐洲文化課程
- 經營資訊學部
  - 經營資訊學科
- 護理學部
  - 護理學科

### 大學院
- 藥食生命科學綜合學府
  - 藥學專攻
  - 藥科學專攻
  - 藥食生命科學專攻
  - 食品營養科學專攻
  - 環境科學專攻
- 藥學研究院
- 食品營養環境科學研究院
- 國際關係學研究科
  - 國際關係學專攻
  - 比較文化專攻
- 經營資訊創新研究科
  - 經營資訊創新專攻
    - 經營系
    - 公共政策系
    - 資訊系
- 護理學研究科
  - 護理學專攻

### 短期大學部
- 靜岡縣立大學短期大學部

### 附屬機關
- 健康支援中心
- 資訊中心
- 語言交流研究中心
- 男女共同參與推廣中心
- 全球地域中心
- 學部・大學院附屬機關
  - 學部附置設施
    - 漢方藥研究設施
    - 藥草園
    - 藥學教育・研究中心

  - 大學院附置中心
    - 創藥探索中心
    - 藥食研究推廣中心
    - 食品環境研究中心
    - 茶學綜合研究中心
    - 現代韓國朝鮮研究中心
    - 廣域歐洲研究中心
    - 全球化研究中心
    - 地域經營研究中心
    - 醫療經營研究中心
    - ICT創新研究中心
- 動物實驗中心

## 對外關係

### 關係學校
- 靜岡文化藝術大學

### 國際交流協定校
- 美國
  - 亞利桑那大學
  - 俄亥俄州立大學
  - 加州大學柏克萊分校
  - 內布拉斯加大學林肯分校
  - 加州大學戴維斯分校
- 中國
  - 浙江大學
- 英國
  - 紐卡索大學
- 俄國
  - 莫斯科國立國際關係學院
- 韓國
  - 延世大學
- 澳洲
  - 格里菲斯大學
- 土耳其
  - 海峽大學
- 比利時
  - 布魯塞爾自由大學 (法語區)
- 泰國
  - 孔敬大學
- 菲律賓
  - 菲律賓大學

## 外部連結
- 维基共享资源上的相關多媒體資源：靜岡縣立大學
- （日語）靜岡縣立大學 （页面存档备份，存于）